# المطهر
المطهر (۳ ژانویه ۱۵۰۳ - نوامبر ۹، ۱۵۷۲) یکی از امامان مذهب زیدیه در یمن بود که میان سال‌های ۱۵۴۷ تا ۱۵۷۲ حکومت یافت. دورهٔ زمامداری او مقارن با پایان خودگردانی زیدیان در مناطق مرتفع یمن بود.

## حمله عثمانی
المطهر پسر امام المتوکل یحیی شرف‌الدین بود که در دهه‌های ۱۵۳۰ و ۱۵۴۰ میلادی حاکم یمن بود. المطهر در اوان جوانی مهارتهای جنگی و دلاوری خود در نبرد را به پدر ثابت کرد و در مبارزات همراه او بود. ترکهای عثمانی که از ۱۵۳۹ جنوب یمن را در سیطره داشتند ولی هنوز قدرتشان تحکیم نشد. زیدیان شهر تعز را در جنگی در سال ۱۵۴۷ به عثمانی سپردند. همچنین شهر صنعا، یکی از پایتختهای زیدیه، اشغال شد.